# Conferencia Permanente de Partidos Políticos de América Latina
De Conferencia Permanente de Partidos Políticos de América Latina (Nederlands: Permanente Conferentie van  Politieke Partijen in Latijns-Amerika, COPPPAL) is een internationale organisatie van politieke partijen in Latijns-Amerika en de Caraïben. Het werd op 12 oktober 1979 op instigatie van de Institutioneel Revolutionaire Partij van Mexico opgericht. Van COPPPAL zijn liberale, sociaaldemocratische en christendemocratische partijen lid. Vandaag de dag is COPPPAL het voornaamste forum van politieke partijen in Zuid-Amerika.

## Aangesloten politieke partijen
- Argentinië - Partido Intransigente - Partido Justicialista - Partido Socialista - Frente Grande - Unión Cívica Radical
- Aruba - Movimiento Electoral di Pueblo
- Belize - People's United Party
- Bolivia - Movimiento de Izquierda Revolucionaria - Movimiento Nacionalista Revolucionario - Movimiento Bolivia Libre
- Bonaire - Democratische Partij Bonaire
- Brazilië -  Partido Democrático Trabalhista - Partido dos Trabalhadores - Movimento Democrático Brasileiro
- Canada - Parti Québécois
- Chili - Partido Radical Socialdemócrata - Partido Socialista de Chile - Partido por la Democracia
- Colombia - Partido Liberal Colombiano - Polo Democrático Independiente
- Costa Rica - Partido Liberación Nacional
- Cuba - Partido Comunista de Cuba
- Curaçao - Frente Obrero Liberashon 30 Di Mei 1969 - Partido Laboral Krusada Popular
- Dominica - Dominica Labour Party
- Dominicaanse Republiek - Partido Revolucionario Dominicano - Partido de la Liberación Dominicana - Partido Revolucionario Social Demócrata
- Ecuador Izquierda Democrática - Partido Roldosista Ecuatoriano - Partido Socialista-Frente Amplio
- El Salvador - Frente Farabundo Martí de Liberación Nacional - Cambio Democrático
- Guatemala -  Unidad Nacional de la Esperanza
- Haïti - Fusion des Sociaux-Démocrates Haïtiens - Òganizasyon Pèp Kap Lité
- Honduras - Partido Liberal
- Jamaica - People's National Party
- Mexico - Partido Revolucionario Institucional - Partido del Trabajo - Partido de la Revolución Democrática
- Nicaragua - Frente Sandinista de Liberación Nacional
- Panama - Partido Revolucionario Democrático
- Peru - Partido Aprista Peruano - Partido Nacionalista Peruano
- Puerto Rico - Partido Independentista Puertorriqueño
- Saint Lucia - Saint Lucia Labour Party
- Saint Vincent en de Grenadines - Unity Labour Party
- Uruguay - Frente Amplio - Partido Colorado - Partido Nacional
- Venezuela - Partido Socialista Unido de Venezuela - Acción Democrática- Movimiento al Socialismo - Movimiento Electoral del Pueblo - PODEMOS